# Cozes
Cozes es una comuna francesa, situada en el département de Charente Marítimo y en la Región de Nueva Aquitania, en el sudoeste de Francia. 
Sus habitantes son denominados como los cozillions y cozillionnes.

## Geografía
Cozes está situada sobre una placa calcárea del cretácico.

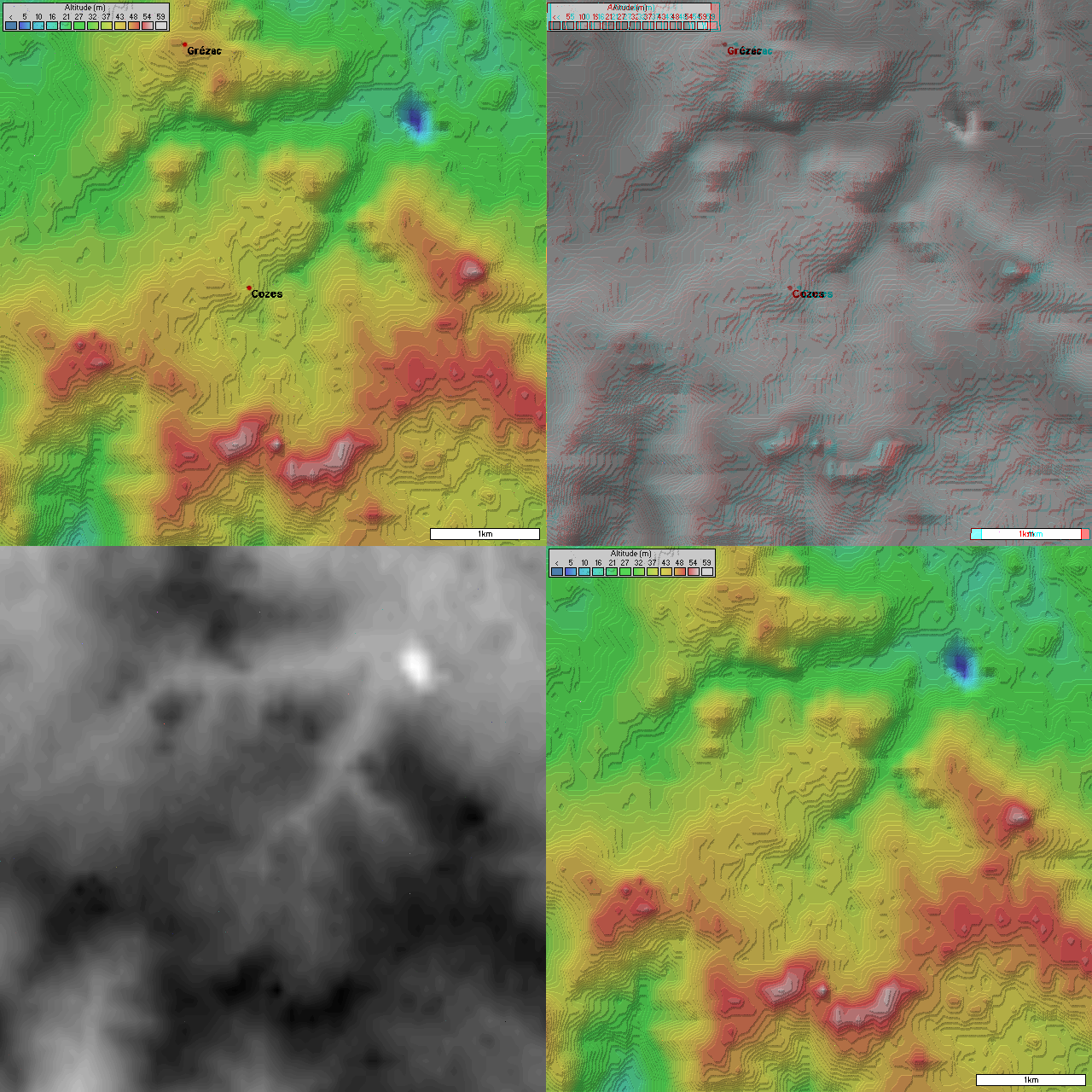
Topografía de Cozes

## Comunas limítrofes
- En el Cantón de Cozes :
Arces, Épargnes, Grézac y Semussac ;
- En el Canton de Gémozac (distrito de Saintes) :
Saint-André-de-Lidon.

## Topónimo
El nombre de Cozes puede proceder o bien de un derivado de un radical celta « Coz », cuya traducción es « viejo », o bien de un antropónimo galo-romano Cotius (o Cottius) proveniente del latín cos, cotis, que significa « piedra ».

## Historia
Algunos objetos, tales como un pulidor neolítico de Saint-Cybard y una pequeña necrópolis protohistórica en Chantegrelet, atestiguan la existencia de presencia humana desde la prehistoria.
Unos restos de fortificaciones hallados en la comuna, datan de la civilización de Peu-Richard.
La villa está situada en la vía romana que conduce a Saintes en el emplazamiento de Fâ (lugar arqueológico galo-romano). En la Edad Media, Cozes era un punto importante en el camino de Camino de Santiago de Compostela: viniendo de Trizay o de Saint-Jean d'Angle, los peregrinos atravesaban el burgo para reunirse en Arces sur Gironde, después de Talmont.
Las corrientes protestantes tuvieron mucha actividad en Cozes hacia el siglo XVII, hasta la revocación del Edicto de Nantes. En el siglo XVIII, se edificó un templo a las afueras de la aldea. Hacia 1817, como consecuencia del mal estado de conservación del primer templo, los diáconos decidieron construir uno nuevo dentro del pueblo, que fue terminado en 1821.
En 1850 se tomó la decisión de desplazar el cementerio que hasta entonces se encontraba alrededor de la iglesia. La recogida de los cuerpos fue realizada durante el invierno de 1862-1863, fechas en las cuales fue habilitado el antiguo cementerio de la iglesia como plaza.
En 1866 el municipio recompró el jardin Pillet así como los immuebles Guillon. El jardin Pillet, que fue transformado en un jardín público, cuenta con árboles frutales, vides y un huerto. La tormenta de 20 de febrero de 1879 arrancó algunos árboles, que fueron vendidos, y permitieron la reparación y rehabilitación del jardín.
Entre 1873 y 1875, la creación de la línea de ferrocarril de Pons a Royan, comportó que fuera necesaria la construcción de un apeadero en Cozes. En consecuencia, en 1874 se construyeron expresamente unas calles para acceder a la estación; vías que recibieron los nombres de boulevard de la Gare y le boulevard des Dandonneaux.
En 1886 se erigió en un terreno privado el monumento Pillet.
La electricidad y el alumbrado público llegaron a Cozes en 1909.
El 11 de noviembre de 1923 se levantó el monumento a los muertos en la Primera Guerra Mundial. El Estado de aquella época lo situó en el emplazamiento actual de la oficina de correos. No obstante, y con la finalidad de mejorar la circulación, fue desplazado en 1946 a la plaza conocida como petit champ de foire o champ de foire d'hiver.
El 4 de septiembre de 1944, los alemanes destruyeron el edificio de correos como consecuencia del avance de las FFI. En 1946, el Ayuntamiento compró un terreno, en el que el edificio actual fue inaugurado en 1950.
El 27 de marzo de 1952 se estrenaron los baños públicos, situados a un lado de la oficina de correos. El edificio fue transformado en un sindicato en 1982, y vendido y transformado en apartamentos en 2007.

## Administración
Lista de alcaldes conocidos de Cozes
| 1921 a 1923         | 1923 a 1940                                           | 1940 a 1944        | 1944 a 1947   | 1947 a 1973  | 1973 a 2001                                                       | 2001 a 2008  | 2008 a                                                         |
| ------------------- | ----------------------------------------------------- | ------------------ | ------------- | ------------ | ----------------------------------------------------------------- | ------------ | -------------------------------------------------------------- |
| Jean-Marie Gourgues | Amédée Delaunay (Partido:PRRRS\| Profesión: Diputado) | Pierre Feuilleteau | Louis Clauzet | André Lacaze | Jean-Paul Berthelot (Partido: DVG\| Profesión: Consejero general) | Nadine Rouil | Daniel Hillairet (Partido: DVD\| Profesión: Consejero general) |

## Demografía
| 1 882                     | 1 886 | 1 706 | 1 796 | 1 906 | 1 948 | 1 914 | 1 890 | 1 889 | 1 885 | 1 898 | 1 828 | 1 850 | 1 837 | 1 758 | 1 688 | 1 600 | 1 553 | 1 552 | 1 446 | 1 379 | 1 370 | 1 433 | 1 441 | 1 331 | 1 446 | 1 579 | 1 653 | 1 697 | 1 746 | 1 730 | 1 830 | 1 936 |
| (Fuente: INSEE y Cassini) |       |       |       |       |       |       |       |       |       |       |       |       |       |       |       |       |       |       |       |       |       |       |       |       |       |       |       |       |       |       |       |       |

## Heráldica
En 1991 se creó un blasón para la aldea de Cozes.

## Monumentos y lugares de interés

### Les Vieilles Halles(Mercado)
Varios mercados se sucedieron a través de los siglos. El mercado actual data en parte del siglo XVIII, pero se conservan los pilares de madera del siglo XV en unos cimientos del siglo XIV. Ciertos elementos de la estructura son de los siglos XVII y XVIII. El mercado perteneció a los notables de la villa (personas principales), al señor o al prior. Aquellos que quisiesen vender sus productos debían pagar un derecho de « emplazamiento ». Después de la desaparición de los Derechos señoriales, el mercado devino propiedad de los comerciantes.
Desde 1810 el Ayuntamiento de Cozes pretendía comprar el mercado a los comerciantes, lo que se consiguió el 26 de febrero de 1815. Asimismo, una ordenanza del Rey de 1820 autorizó el rescate del emplazamiento por la cantidad de dos veces el alquiler anual. 
El mercado ha sido clasificado en el Inventaire Supplémentaire des monuments historiques (15 de septiembre de 1938).

### Iglesia de Saint Pierre

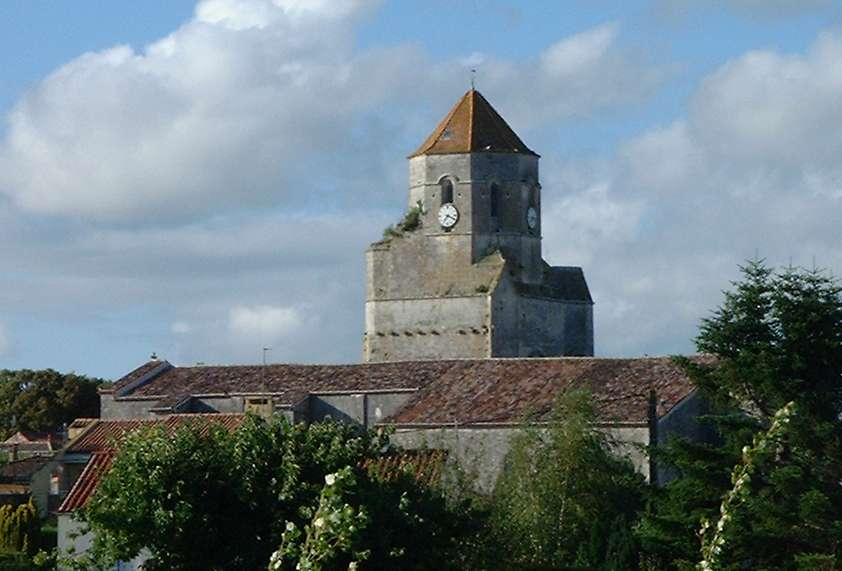
La Iglesia de Saint Pierre

Fue realizada en el siglo XII y parcialmente reconstruida en el siglo XIII. No obstante, todavía conserva su santuario del siglo XIII.
El campanario octogonal data del siglo XV, época en la que guardaba un carrillón de siete campanas que era conocido en toda la región. Pero como quiera que el campanario sirviese también para convocar las revueltas de la jacquerie des pitauds, se descolgaron las campanas y se trasladaron a Royan. En 1877 cinco nuevas campanas fueron fundidas por Guillaume d'Angers. Estas pueden reproducir las notas fa, la, do, fa y la. La Campana mayor recibe el nombre de Claire-Louise y pesa más de una tonelada. La segunda, con un peso de 500 kg, tiene por nombre Marie-Thérèse; la tercera (300 kg) se llama Marie-Louise; y, las dos últimas de 75 y 50 kg respectivamente se conocen como Louise-Georgette y Marie-Madeleine.
Hasta el invierno de 1862-1863, la Iglesia estaba rodeada por un cementerio, que fue desplazado a la Grande Herbaude. El espacio que antaño ocupaba el camposanto fue allanado y en él se plantaron árboles.
En 2000, los vitrales fueron restaurados y se instaló una rampa de acceso para discapacitados.
Clasificada como monumento histórico desde 1928.

### El Templo
En 1817, el primer Templo estaba en un estado lamentable. Los diáconos decidieron construir uno nuevo, que todavía hoy se conserva. Los trabajos se atribuyen a un arquitecto-empresario, Jean Bloteau, que los terminó en 1821. Es uno de los templos más antiguos de Poitou-Charentes. 
El edificio tiene planta rectangular y se caracteriza porque sólo la fachada posee una decoración arquitectónica. Esta decoración está compuesta por un frontón con un rosetón, una puerta provista de pilastras dóricas y un arquitrabado moldeado y esculpido. 
El mobiliario litúrgico es de la misma época del templo: púlpito, atril, etc.
Clasificado como monumento histórico desde 1998

### La château de Sorlut
Su construcción comenzó en el siglo XVI.
Los propietarios de la château han sido: el barón de Cozes Louis de Belcier (1610), cuya hija Jeanne, se verá salpicada por el caso de las endemoniadas de Loudun. En 1641 la vivienda es adquirida por François de La Rochefoucauld. Ya a principios del siglo XVIII, la señoría fue comprada por François Decourt, un hombre de negocios de Marennes. Más tarde (1765), será vendida a Hyacinthe Joseph de Lange, que la dejará poco después a su hijo, el marqués de Lange-Comnène. Entre 1865 y 1878 las religiosas de "la Sainte Famille" la alquilaron e instalaron una escuela privada al tiempo que construían el convento.
Finalmente, el Ayuntamiento la rescató el 9 de enero de 1981 y rehabilitó. En un principio albergó una gran sala de animación, creada en 1985, si bien en la actualidad aloja un complejo con piscina municipal, una sala de fiestas, así como una sala de exposiciones. Uno de los edificios se utiliza por el camping. De la época señorial no ha sobrevivido más que una gran escalera con su balaustre restaurado.

## Deportes
- Dispone de un Club de fútbol de nivel regional, la AS Cozes.

### Instalaciones deportivas
- Dos estadios
- Un palacio de deportes inaugurado el 16 de noviembre de 1973[10]
- Cuatro pistas de tenis
- Una piscina construida en 1992[10]
- Un campo de petanca